# Stane Česnik
Stane Česnik, slovenski gledališki igralec in operni pevec, * 11. maj 1915, Ljubljana, † 1. julij 1969, Ljubljana.
Kot basist je začel nastopati v opernem zboru in bil med njegovimi prvimi člani SNG na osvobojenem ozemlju. Tam je igral Sašo in Dr. Mroža (Matej Bor, Težka ura oziroma Raztrganci), Tulpenheima (Anton Tomaž Linhart, Županova Micka); in Bélarda (Jean Baptiste Poquelin Molière, Namišljeni bolnik). Kot član Drame SNG v Ljubljani je po vojni igral tudi Gregoriča (Bratko Kreft, Velika puntarija); Matička (Linhart, Ta veseli dan ali Matiček se ženi) ter še nekatere  druge vloge.